# Aphanistes thoracicus
Aphanistes thoracicus là một loài tò vò trong họ Ichneumonidae.